# آدم باستور
آدم باستور (بالألمانية: Adam Pastor)‏ هو كاتب ألماني، ولد في 1500 في دووربين في ألمانيا، وتوفي في عقد 1560.